# Der Sturm (Shakespeare)

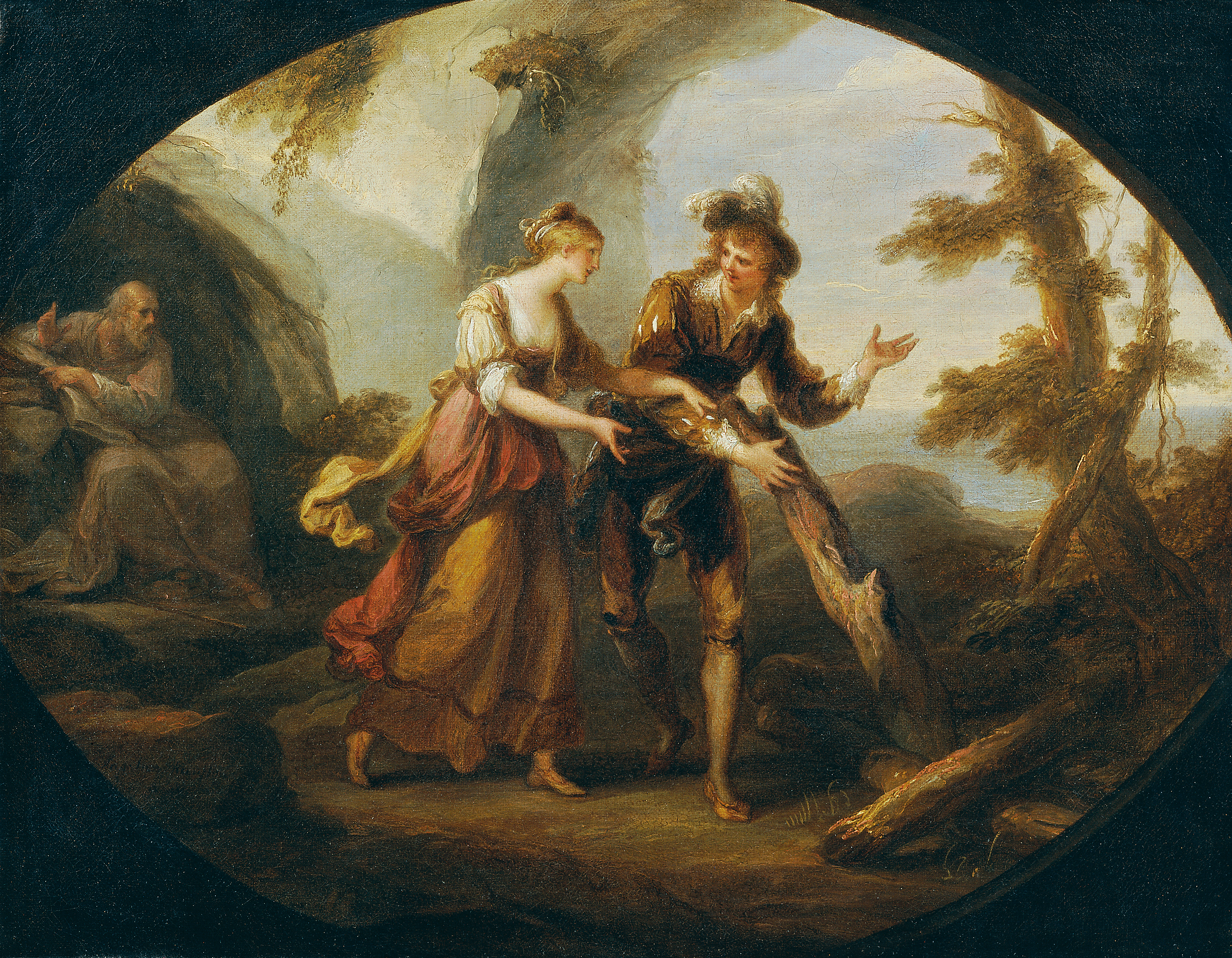
Szene mit Miranda und Ferdinand aus Der Sturm; Gemälde 1782

Der Sturm (engl. The Tempest) ist ein Schauspiel von William Shakespeare. Das Werk handelt vom Schicksal Prosperos und seiner Tochter. Dieser wurde als Herzog von Mailand von seinem Bruder vertrieben, ist auf eine Insel geflüchtet, überwindet mittels Magie seine dort gestrandeten Feinde und kehrt, nachdem seine Ehre wiederhergestellt ist, in seine Heimat zurück. Der Sturm gehört zu den wenigen Dramen Shakespeares, für deren Handlung es keine spezifische Quelle gibt. Es wurde vermutlich spätestens bis zur Mitte des Jahres 1611 fertiggestellt. Für den November 1611 ist die erste Aufführung bezeugt. Die erste Druckfassung findet sich in der First Folio von 1623. Seit Dowdens Definition wird es zusammen mit weiteren Stücken aus Shakespeares Spätwerk zu den Romanzen gezählt.

## Übersicht
Ein wesentlicher thematischer Schwerpunkt des Stückes liegt in der Frage nach der Aneignung und Kontrolle der Welt durch die zwischen Natur und Zivilisation vermittelnde Tätigkeit des Menschen. Eben diese Frage nach der positiven Herrschaft des Menschen über die sozialen und natürlichen Bedingungen seiner Existenz auf den verschiedensten Ebenen der „wirtschaftlichen, sozialen, familiären, seefahrenden, wissenschaftlichen und, nicht zuletzt, künstlerischen Tätigkeit“ wird zum Leitfaden der Fabel und bestimmt deren wesentliche Bezugspunkte.
So wie Prospero die Elemente der Natur durch Magie und (vor)wissenschaftliche Erkenntnisse beherrscht und zugleich als Regisseur die Szenen lenkt, um die gestrandeten Usurpatoren zu Reue und Einsicht zu bewegen, bringt Shakespeare als Dramatiker den Stoff und die Elemente seines späten Werkes in eine kunstvolle, für ihn neuartige Form, die einerseits einen knappen Zeitrahmen mit einem geradlinigen Handlungsverlauf verbindet, andererseits aber zugleich in komplexer Form tiefere allegorische, psychologische und philosophische Bedeutungsebenen enthält, die in ihrem Zusammenspiel unterschiedliche Sichtweisen und Ausdeutungen zulassen. Typische Komödienelemente wie das Motiv der Versöhnung nach einer Trennung, Lösung von Konflikten durch Verzeihen und Vergeben werden mit farcenhaften Momenten, einer pastoralen (Insel-)Szenerie, Einbrüchen des Übernatürlichen und einer der Alltagswirklichkeit entrückten, poetisch verklärten Sphäre in Form einer Romanze verknüpft.
Die übergreifende Thematik von Aneignung und Kontrolle der Welt bestimmt nicht nur den stofflichen Gegenstand des Stückes, sondern prägt ebenso die Art und Weise seiner dramaturgischen Behandlung. Durch eine geschickt komponierte Anordnung der Vorgänge auf der Insel erreicht Shakespeare wie in kaum einem anderen seiner späten Dramen nicht nur eine souveräne Handhabung der Fabel, sondern zugleich eine „einzigartige Ökonomie der Handlung.“ Die Einheiten von Ort und Zeit werden in einer Weise gewahrt, in der die Handlungsspanne des dramatischen Geschehens und die tatsächliche Aufführungszeit nahezu vollständig übereinstimmen.
Die dramatischen Figuren agieren in ihren Bewegungen und Aktionen im Ensemble; im Verlauf der Handlung treten drei Gruppierungen auf, der Hofstaat, Caliban und die Clowns sowie Ferdinand und Miranda, die sich schließlich zu einer Reihung der Mehrzahl der Charaktere in Paaren zu zweit fügt: Antonio und Sebastian, Caliban und Ariel, Stephano und Trinculo, Miranda und Ferdinand. Durch die sich daraus ergebende Symmetrie der Figurenführung im Zusammenspiel mit der zeitlichen Einheit wird so mit Hilfe eines geschickt kontrollierten Handlungsablaufs die grundlegende Thematik mittelbar dramaturgisch unterstrichen.
Der Aufbau der einzelnen Akte dieses zweitkürzesten Stückes von Shakespeare ist äußerst übersichtlich: Die ersten beiden Akte bestehen jeweils nur aus zwei längeren Szenen, während die letzten beiden Akte eine einzige lange Szene enthalten. Die Anfangsszene im ersten Akt zeigt den spektakulären Schiffbruch der Mailänder Hofgesellschaft; in der zweiten Szene des ersten Aktes wird die Vorgeschichte der weiteren Insel-Handlung als zusammenfassende Exposition durch Prospero berichtet. Akt IV enthält anlässlich der Verlobung von Miranda und Ferdinand als Einlage ein von Prospero inszeniertes Maskenspiel, das in seiner Form der höfischen jakobäischen „Masque“ entspricht und Aufführungen des Stückes bei Hof andeutet. In diesem Maskenspiel treten neben Iris, der geflügelten Götterbotin, Ceres, die Göttin des Wachstums und der Fruchtbarkeit, und Juno, die Göttin der Geburt, Ehe und Fürsorge, als Gottheiten aus der griechisch-römischen Mythologie auf.
Auch der Schlussakt wird von dem nach wie vor dominanten Prospero als Ganzes bestimmt: Er vergibt den Mitgliedern der gestrandeten und durch seine Magie verwirrten Hofgesellschaft, befreit sie aus ihrer Verwirrung, auch wenn die beiden Hauptschuldigen, Antonio und Sebastian, bis zum Schluss keinerlei Reue zeigen. Damit verbunden entsagt Prospero der „groben Magie“ („rough magic“, Vi.1, Z. 50 f.), zerbricht seinen Zauberstab und entlässt den Luftgeist Ariel aus seinen Diensten in die Freiheit. 
Während die Geschichte Prosperos und Alonsos im Schlussakt zu Ende erzählt wird und das weitere Schicksal von Miranda und Ferdinand nach deren Verlobung für das Publikum zumindest vorstellbar ist, bleibt am Ende offen, was aus den anderen, vor allem Ariel und Caliban, und der Insel werden wird. Als Ariel in die Freiheit entlassen wird, erfährt der Zuschauer nichts über seine Reaktion; Caliban wird überhaupt nicht mehr in das Schlusstableau eingebunden. Auch die Insel wird perspektivisch nicht mehr einbezogen, obwohl „ihre Vorgeschichte, ihre Kolonisierung durch Prospero“ und die Wirkungsweisen des bisherigen Inselregimes durch Prospero bis dahin im Vordergrund standen. Nunmehr geht es einzig um die Rückkehr nach Mailand und Neapel sowie die Zukunft dort; die Insel wird im Epilog wird noch äußerst kurz als „this bare island“ (Epilog, Z. 8) gestreift.
Diese Leerstellen in Shakespeares Werk haben in der nachfolgenden Rezeptions- und Theatergeschichte die Voraussetzungen dafür geschaffen, den Ausgang des Stückes in unterschiedlicher Weise zu begreifen oder auf der Bühne zu gestalten, ohne dabei den Originaltext verbiegen zu müssen.
Grundsätzlich ist Shakespeares späte Romanze von Theatermachern und Kritiker aus zwei unterschiedlichen Perspektiven verstanden und aufgenommen worden: einerseits als universelle Fabel menschlicher Kunst und Schöpfung, andererseits als allegorische Darstellung des einsetzenden englischen Kolonialismus.

## Handlung

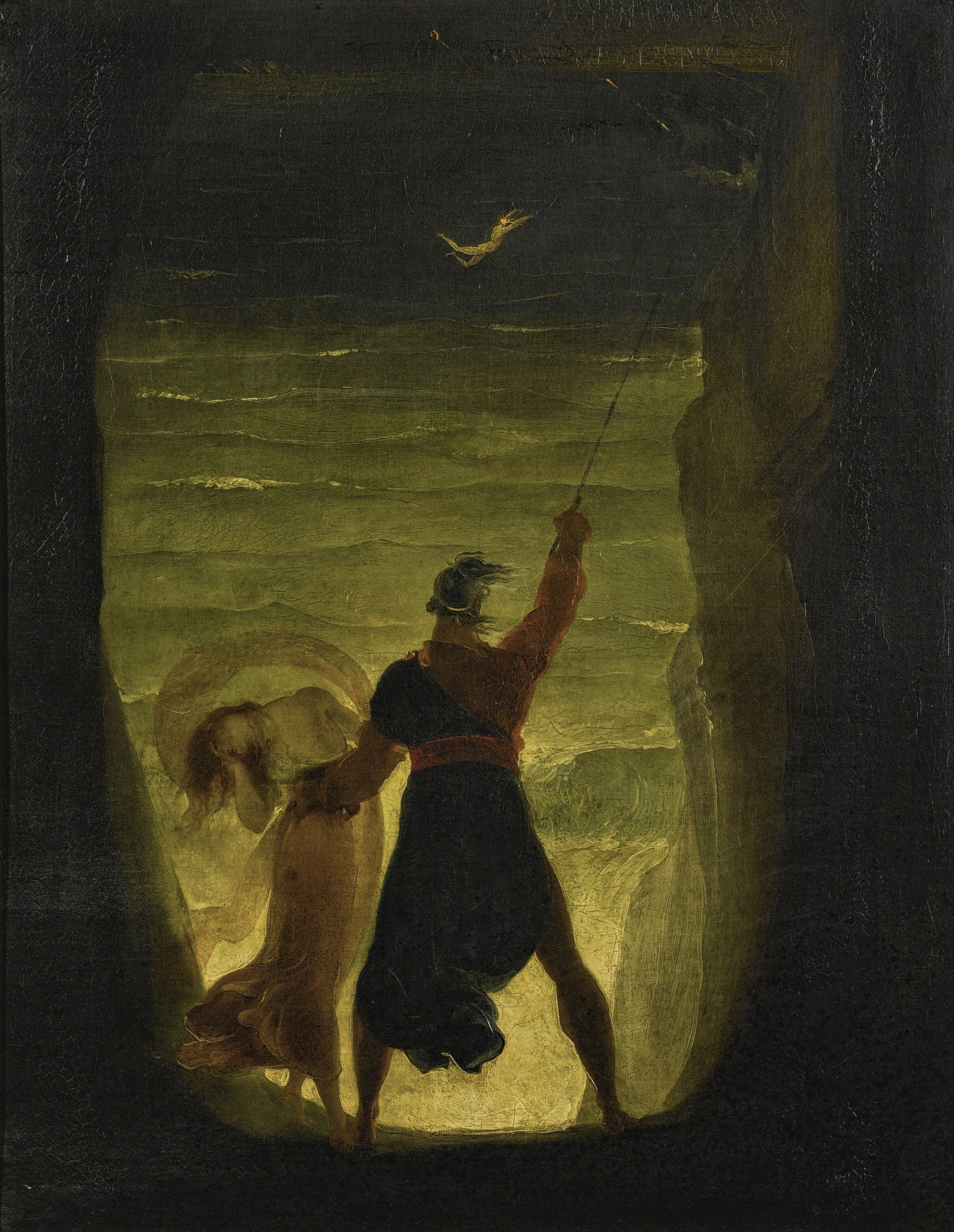
'A Scene from the Tempest, Prospero and Ariel' von Joseph Severn (1793–1879)

Zwölf Jahre vor Einsetzen der Spielhandlung sind Prospero und seine Tochter Miranda auf einer Insel gestrandet. Prospero war vormals Herzog von Mailand, beschäftigte sich jedoch mehr und mehr mit seinen magischen Studien und vernachlässigte seine Pflichten als Herzog. Dies nutzte sein machthungriger Bruder Antonio aus, indem er mit Hilfe Alonsos, des Königs von Neapel, eine Armee aufstellte, gegen Mailand zog und Prospero stürzte. Prospero wurde zusammen mit seiner Tochter in einem kaum seetüchtigen Boot auf hoher See ausgesetzt und entkam auf die Insel.
Inzwischen ist er Herrscher der Insel; ihm unterstehen der Luftgeist Ariel sowie der deformierte Sohn der Hexe Sycorax namens Caliban. Sycorax setzte Ariel vor ihrem Tod in einem gespaltenen Baum gefangen, in dem er auf ewig geblieben wäre, hätte Prospero ihn nicht befreit. Aus Dankbarkeit steht Ariel jetzt Prospero zu Diensten. Auf dem Rückweg von einer Hochzeit in Tunis segelt die Flotte des Königs von Neapel mit dem Königsbruder Sebastian, dem Königssohn Ferdinand und Prosperos Bruder Antonio an der Insel vorbei. Prospero befiehlt Ariel, das Schiff des Königs in einem Unwetter an der Insel stranden zu lassen. Während das Schiff von dem Luftgeist an die Insel getrieben wird, hält der Rest der Flotte es für verloren und fährt nach Neapel zurück. Ariel versetzt die Besatzung des gestrandeten Schiffs in einen Zauberschlaf, die übrigen Schiffbrüchigen lässt er auf der Insel umherirren. Ariel hat Ferdinand von der Gruppe der Schiffbrüchigen getrennt. und führt ihn zu Prospero und Miranda. Diese hat außer ihrem Vater und Caliban noch keinen Mann gesehen und verliebt sich sofort in Ferdinand wie auch dieser sich in sie. Unterdessen suchen Alonso, Antonio, Sebastian und andere Schiffbrüchige auf der Insel den vermissten Ferdinand.
Antonio bemüht sich, Sebastian zu verleiten, seinen Bruder und Gonzalo zu töten, damit Sebastian selbst König werde. Ihr Anschlag wird von Ariel vereitelt. Eine Prozession Geister tritt auf und bringt ihnen ein Gastmahl. Ariel erscheint in Gestalt einer Harpyie und beschuldigt Alonso, Antonio und Sebastian, Prospero aus Mailand vertrieben und ihn und sein Kind dem Meer überlassen zu haben; wegen dieser Sünde hätten die Mächte der Natur und des Meeres nun Ferdinand genommen. Trinculo (Alonsos Hofnarr) und Stefano (Alonsos Kellermeister) treffen auf Caliban, der sich als Untertan eines Tyrannen und Zauberers darstellt, der ihn um die Insel betrogen habe. Unter den dreien, die von Ariel belauscht werden, entsteht der Plan, Prospero zu töten und die Insel in ihre Gewalt zu bringen. Der Schlüssel dazu liege darin, Prosperos Bücher über Magie zu vernichten, dann könne die Tat ausgeführt und Stefano König der Insel werden.
Prospero gibt der Verbindung von Ferdinand und Miranda seinen Segen. Zur Feier erscheinen drei Geister in Gestalt von Iris, Juno und Ceres, um ein Maskenspiel für Ferdinand und Miranda aufzuführen. Da erinnert sich Prospero, dass die Stunde fast gekommen ist, da Caliban und seine Mitverschworenen ihm nach dem Leben trachten werden, und schickt die Geister fort. Als Caliban, Trinculo und Stefano eintreten, erscheint eine Meute Geister in der Gestalt von Hunden und verscheucht die Eindringlinge. Ariel führt Alonso, Antonio und Sebastian zu Prosperos Höhle. Prospero vergibt seinem Bruder Antonio und erhält von diesem sein Herzogtum zurück. Nachdem Alonso Prospero von dem vermissten Ferdinand erzählt hat, zieht Prospero einen Vorhang zur Seite, hinter dem Ferdinand und Miranda Schach spielen. Alonso ist überglücklich. Ariel bringt die auf dem Schiff verbliebene Besatzung sowie Caliban, Trinculo und Stefano herbei. Prospero erklärt seine Absicht, nach Mailand zurückzukehren, nachdem er sowohl Ariel als auch Caliban aus ihrer Dienerschaft entlassen hat. In seinem Schlussmonolog entsagt Prospero seiner Zauberkraft und bittet das Publikum, ihn durch Beifall zu erlösen:
„Wie ihr wollt, daß man euch verzeih',
 setz' eure Nachsicht mich nun frei.“

## Literarische Vorlagen und sozio-kulturelle Bezüge
Für The Tempest kann im Unterschied zu dem Großteil der übrigen Werke Shakespeares keine spezifische Quelle oder literarische Vorlage nachgewiesen werden. Allerdings nutzt Shakespeare eine Reihe gängiger Romanzenmotive oder Komödienelemente wie Sturm und Schiffbruch, Herkunftsrätsel, Zauberei und Magie, Trennung und Wiedervereinigung von Liebenden, überraschende Zufälle und schließliche Lösung der Konflikte durch Versöhnung und Vergebung oder Gnade. Auch die farcenhafte Nebenhandlung und der entrückte pastorale Schauplatz der abgelegenen Insel als einer Szenerie, in der jenseits der höfischen oder städtischen Alltagswelt in einer verklärten Umgebung das Gute realisiert werden konnte, gehört zu den verbreiteten Bestandteilen dieser im elisabethanischen Theater sich zunehmend ausprägenden Mischgattung der dramatischen Romanze, in der verschiedene volkstümliche und literarische sowie narrative und dramatische Strömungen zusammenfließen.
Die der Fabel im Stück zugrundeliegende Ausgangssituation eines unrechtmäßig abgesetzten und vertriebenen Fürsten, der durch den Einsatz von Zauber und Magie auf den Thron zurückkehrt, wobei er die Vermählung des Sohnes seines verfeindeten Gegenspielers mit seiner eigenen Tochter zur Aussöhnung betreibt, findet sich gleichermaßen in zahllosen Variationen. Ihren Ursprung hat eine solche Grundsituation wohl in der Volkssage oder in volkstümlichen Erzählungen; gewisse Entsprechungen oder Bezüge zu anderen Werken dieser Zeit bedeuten daher nicht die bewusste Verwendung einer ausgewählten Quelle durch Shakespeare. So finden sich Parallelen zu dem Geschehen in The Tempest beispielsweise in Jakob Ayrers Drama Die Schöne Sidea aus dem Jahre 1605 oder in zwei spanischen Romanzenerzählungen aus der Sammlung Espejo de Principes y Caballeros von Diego Orunes de Calahorra aus dem Jahre 1562, die unter dem Titel The Mirror of Princely Deeds and of Knighthood ab 1578 mehrfach ins Englische übertragen wurde. Weitere Ähnlichkeiten oder Entsprechungen gibt es darüber hinaus in der Novelle Noches de Invierno (1609) von Antonio de Eslava, ohne dass eine unmittelbare Nutzung als Vorlage für The Tempest anzunehmen ist. Auch William Thomas’ Histoire of Italie oder History of Italy von 1549 basiert auf einer vergleichbaren Grundsituation mit der Vertreibung und Rückkehr des Herzogs Prospero Adorno von Mailand; Shakespeare konnte hier nicht nur den Namen für seinen Protagonisten entnehmen, sondern ebenfalls für eine Mehrzahl der übrigen Figuren in The Tempest. Diese Namen kommen allerdings größtenteils ebenfalls in Robert Edens History of Travaile (1577) vor, aus der Shakespeare die Namen des Gottes Setebos und der Hexe Sycorax ableiten konnte.
Die Bühnenwelt und das Handlungsgeschehen von The Tempest beschränken sich jedoch nicht allein auf die Verwendung gängiger Romanzen- oder Komödienelemente, die Shakespeare zugleich auf seine ureigene Weise für die Komposition seines Werkes nutzt. Gleichermaßen nimmt er in Der Sturm Bezug auf zahlreiche zeitgenössische Reiseberichte über abenteuerliche Fahrten in die Neue Welt sowie umfangreiche philosophisch-ethische Diskurse und Diskussionen über edle und böse Wilde oder die politisch-moralischen Momente der Kolonisation, die er durchaus im Detail kannte. Dementsprechend spielt insbesondere die Handlung um Caliban als dem „eingeborenen Ureinwohner“ der von Prospero beherrschten Insel unverkennbar auf den historischen Kontext des beginnenden Kolonialismus an.
Wenige Jahre vor der Abfassung des Werkes wurde 1606 die Virginia Company als Aktiengesellschaft mit königlicher Urkunde und Lizenzierung von James I gegründet, die 1609 eine Flotte von neun Schiffen und über 400 Kolonialisten über den Ozean schickte. Shakespeare selber war mit führenden Vertretern der Virginia-Gesellschaft persönlich bekannt; unter ihnen auch jene, die das gesamte Expeditionsunternehmen detailliert erörtert, geplant und schließlich auf den Weg gebracht hatten. Auch Shakespeares bedeutendster Gönner, Henry Wriothesley, 3. Earl of Southampton, stand in engerer Verbindung mit der Virginia-Gesellschaft. Zugleich verkehrte Shakespeare auch in den Kreisen, aus denen der spätere Gouverneur der Virginia-Kolonie, Lord Del La Warr, stammte. Zu Shakespeares Bekannten zählten auch Freunde des Flottenanführers Gates und des passionierten Vorkämpfers der Ansiedlungen in Virginia, Sir Dudley Digges. Dessen Bruder steuerte selber Widmungs- und Erinnerungsverse zu der posthumen Veröffentlichung der ersten Folio-Ausgabe von Shakespeares dramatischen Werken (1623) bei.
Vermutlich kannte Shakespeare ebenso William Strachey, der als Sekretär der Virginia-Expedition von einem verheerenden Sturm an der amerikanischen Küste und dem Abdriften des Flaggschiffes auf die Bermudas-Inseln berichtete. Die Besatzung mit allen Kolonisten konnte dort gleichsam wie in einer Robinsonade überwintern und im folgenden Jahr mit zwei neu gebauten Pinassen die unter Hungersnot leidende Siedlung Jamestown „inmitten von herumstreifenden Indianern mit «barbarous disposition»“ erreichen. Zumindest mit diesem Bericht Stracheys war Shakespeare mit sehr großer Wahrscheinlichkeit bestens vertraut.
Demgemäß fand er konkrete Anregungen für The Tempest in den damals aktuellen Erzählungen aus den Bermuda Pamphlets über die Strandung der Sea-Adventure. Entlehnungen aus diesen Berichten finden sich in The Tempest beispielsweise in dem St. Elmo’s Fire, mit dem Ariel in Szene 1.2.197-204 das von ihm hervorgerufene stürmische Unwetter ausschmückt. Dem entspricht die wundersame Rettung der Insassen der Sea-Adventure durch nach damaligem Glauben göttliche Vorhersehung (Providence). Shakespeare nutzte als Anregung aus der Vielzahl der Berichte über den Schiffbruch der Sea-Adventure für sein Stück vermutlich hauptsächlich S. Jourdains Discovery of the Bermudas (1610) sowie den handschriftlichen Originalbrief von William Strachey, der 15 Jahre später als A True Repertory of the Wrack in Purchas His Pilgrimes (1625) in gedruckter Form erschien. Verschiedene Entsprechungen oder Übereinstimmungen belegen mit relativ großer Sicherheit, dass Shakespeare ebenfalls Kenntnis von diesem Brief hatte. Mit ebenso großer Gewissheit kann davon ausgegangen werden, dass Shakespeare auch Sylvester Jourdans A Discovery of the Bermudas (1610) und die Declaration of the Estate of the Colony of Virginia des Council of Virgina, die im November 1610 im Stationers‘s Register angemeldet wurde und 1611 im Druck erschien, kannte.
Weitere Inspirationen für The Tempest konnte Shakespeare darüber hinaus in den Essais von Michel de Montaigne, vor allem in dessen Essay of Cannibals, finden. Diese Schriften Montaignes lagen ab 1603 in der englischen Übersetzung des Sprachlehrers und Gelehrten John Florio vor, mit dem Shakespeare möglicherweise enger befreundet war. So folgt etwa Gonzalos überschwängliche Lobpreisung der Utopie eines gewaltfreien Gemeinwesens durch die Rückkehr zu einem vorgesellschaftlichen Naturzustand ohne Herrschaftsstrukturen, in dem die Menschen glücklich ohne Zwietracht oder Animositäten im Einklang mit sich und der Natur leben, unmittelbar nach seinem Überleben eines Schiffsbruches vor der spöttelnden Hofgesellschaft in der ersten Szene des zweiten Aktes (2.1.155-160) stellenweise wortgetreu Montaignes Essay Of Cannibals.
Prosperos viel gerühmte Abschwörung seiner magischen Zauberkunst in The Tempest (5.1.33-57) geht im Wortlaut in nahezu unveränderter Form zurück auf die Übertragung einer Rede der Zauberin Medea aus Ovids Metamorphosen ins Englische durch Arthur Golding (7.265-77), dessen Übersetzung der Metamorphosen zuvor in den Jahren 1565 bis 1567 in Druckform veröffentlicht worden war.
Auf dem Hintergrund des gesamten Entstehungskontextes des Werkes liegt es nach Robert Weimann nahe, dass „die wundersamen Umstände von Schiffbruch und Rettung in einem weiter ausgreifenden Zusammenhang mit kolonialen Vorgängen und Zielsetzungen verhandelt wurden.“ Weimann zufolge entstand Shakespeares Werk in einem engmaschigen System „diskursiver und nichtdiskursiver (kolonialisierender, maritimer) Praktiken“, die die Aneignung und Besitzergreifung des außereuropäischen „Anderen“ sowohl als Voraussetzung als auch zur Folge hatten. Shakespeare schafft den Raum für dieses thematische Anliegen, indem er zwar die Resultate und Folgen einer Inselnahme in den Mittelpunkt stellt, die Robinsonade selber jedoch nicht zum Thema macht und den vorangegangenen Schiffbruch in die Exposition vorverlegt. Die Bermuda-Insel, auf der die historischen Kolonisten landeten, war nicht bewohnt. Shakespeares fiktive Insel ist vor der Ankunft der Europäer jedoch bereits bevölkert; auf diese Weise erreicht er nach Weimann eine in seinen unmittelbaren Quellen nicht vorgegebene „Konstellation der Konfrontation“ zwischen den Europäern und den „Anderen“.
Dies bedeutet allerdings keinesfalls, dass Der Sturm – weder aus der Autoren- noch aus der Rezeptionsperspektive – einzig durch diesen historischen Hintergrund der beginnenden Kolonisationsgeschichte der englischen Eliten bestimmbar ist. Shakespeares Werk ist vielmehr in einem weiteren Kontext eines europäischen Diskurses zu verstehen, der gerade vorrangig durch die vermittelnden Position Montaignes mit seiner Relativierung der zeitgenössischen ethnozentrischen Sichtweise geprägt wurde.
Montaigne stellt dabei die angeblichen Barbaren und die angeblichen Zivilisierten in einen übergreifenden, universellen Ansatz, der durch den emphatischen Kontrast von „Natur“ und „Kunst“ getragen wird. Der Unterschied beider fußt bei Montaigne auf den menschlichen Eingriff und den Einbruch der Künste (im umfassenden Sinne der artes, einschließlich der mechanischen, d. h. als „gezielte menschliche Tätigkeit“) in den Naturzustand des vorhistorischen Menschen. Dadurch wird für Montaigne die allgemeine verbindliche Ordnung des Gemeinwesens verfremdet („détournez de l’ordre commun“); die ursprünglichen, verpflichtenden Werte der Natur gehen für ihn in ihrer Schönheit und ihrem Reichtum durch die menschlichen Überfrachtungen verloren.
In Shakespeares Stück finden sich in den Aussagen von Gonzalo, dem alten Ratsherrn und Wortführer der eine Gruppe der schiffbrüchigen Hofgesellschaft, nahezu wörtliche Anklänge oder Parallelen zu den acht Jahre zuvor ins Englische übersetzten Essais, als dieser anders als die witzig sich mokierenden Höflinge Sebastian und Antonio in seinem eigentümlich brüchigen Redebeitrag darüber sinniert, wie er diese scheinbar unbewohnte Insel nutzen oder einrichten würde: Hätte er „diese Insel zu kolonisieren“, so würde er „alle Dinge im Gegensatz [zum Gewöhnlichen]“ gestalten; für ihn gäbe es in dem neu zu errichtenden Gemeinwesen dann „keine Art von Handel, keine Magistratstitel“, kein „Schrifttum“, keinen „Reichtum“, keine „Inanspruchnahme von Diensten, nichts davon“. „Vertrag, Erbfolge“ und „Grundstücksgrenzen“ sollten nicht zugelassen werden; alle Männer sollten zudem „ohne Beschäftigung“ und „müßig“ bleiben. „Und [die] Frauen auch, doch unschuldig und rein. Keine Oberherschaft“. (II,1, 144-150)
Gonzalo bringt hier die Grundlagen für die utopische Gestaltung einer alternativen herrschaftsfreien Weltordnung zum Ausdruck, in der zwar noch die moderne Vorstellung einer Nutzung und Unterwerfung der Natur mitgedacht wird, jedoch nach den Regeln des mythologischen „Goldenen Zeitalters“ in der Fassung der konzeptuellen Essais Montaignes.
Im Weiteren heißt es in Gonzalos eigentümlich gebrochenem Redebeitrag wie folgt: „Alles sollte die Natur als Gemeingut herbringen ohne Schweiß oder Anstrengung. Verrat, Verbrechen, Schwert, Spieß, Messer, Flinte oder die Notwendigkeit irgendeines Kriegsgeräts würde ich nicht haben; die Natur sollte aus sich selbst alle Fülle, allen Überfluß hervorbringen“ (II,1, 150 ff.).
Wenngleich Shakespeare Montaignes Idealbild eines herrschaftsfreien Staates im Zustand „einer so reinen und einfachen Natürlichkeit“ in der Rede des weisen und gütigen Gonzalo als Utopie nahezu wörtlich aufnimmt, bedeutet dies jedoch keineswegs, dass Shakespeare in seinem Schauspiel die Skepsis Montaignes über die Unterlegenheit der menschlichen „Kunst“ gegenüber „unserer großen und mächtigen Mutter Natur“ uneingeschränkt teilt. Es geht im Sturm vielmehr darum, das Verhältnis zwischen Natur und Kunst dramatisch auszuloten. Shakespeares Gestaltung der zentralen Figur des Prospero als „ewig Lernender und Suchender“, wie Faust „mit der Magie im Bunde“ und zudem als vormaliger Herrscher eine staatliche Autoritätsperson zeigt die Variation des Themas: die grundlegende Thematik der „Aneignung, der Wiedergewinnung und der Kontrolle der natürlichen und sozialen Welt“, die auf dem Hintergrund der geografischen, ökonomischen und politischen Situation Englands im zeitgenössischen Diskurs im Vordergrund steht, geht in Shakespeares Werk weit über eine einfache abstrakte oder moralisierende Gegenüberstellung hinaus. Montaigne sieht in seinen essais vor allem die verderbliche Wirkung der menschlichen Entdeckungen und Gesetze und lässt in seiner Idealisierung des „Urzustandes“ seine Bewunderung anklingen, „daß die menschliche Gesellschaft mit so wenig künstlichen Mitteln bestehen könne“. Demgegenüber stellt Shakespeare in seinem Stück die geradezu umgekehrte politische Frage nach der Qualität und Legitimität jener „künstlichen Zwangsmittel“, mit deren Hilfe die Menschen „die Notdurft der Natur und die Willkür der Rechtslosigkeit“ überwinden konnten.

## Datierung und Textgeschichte

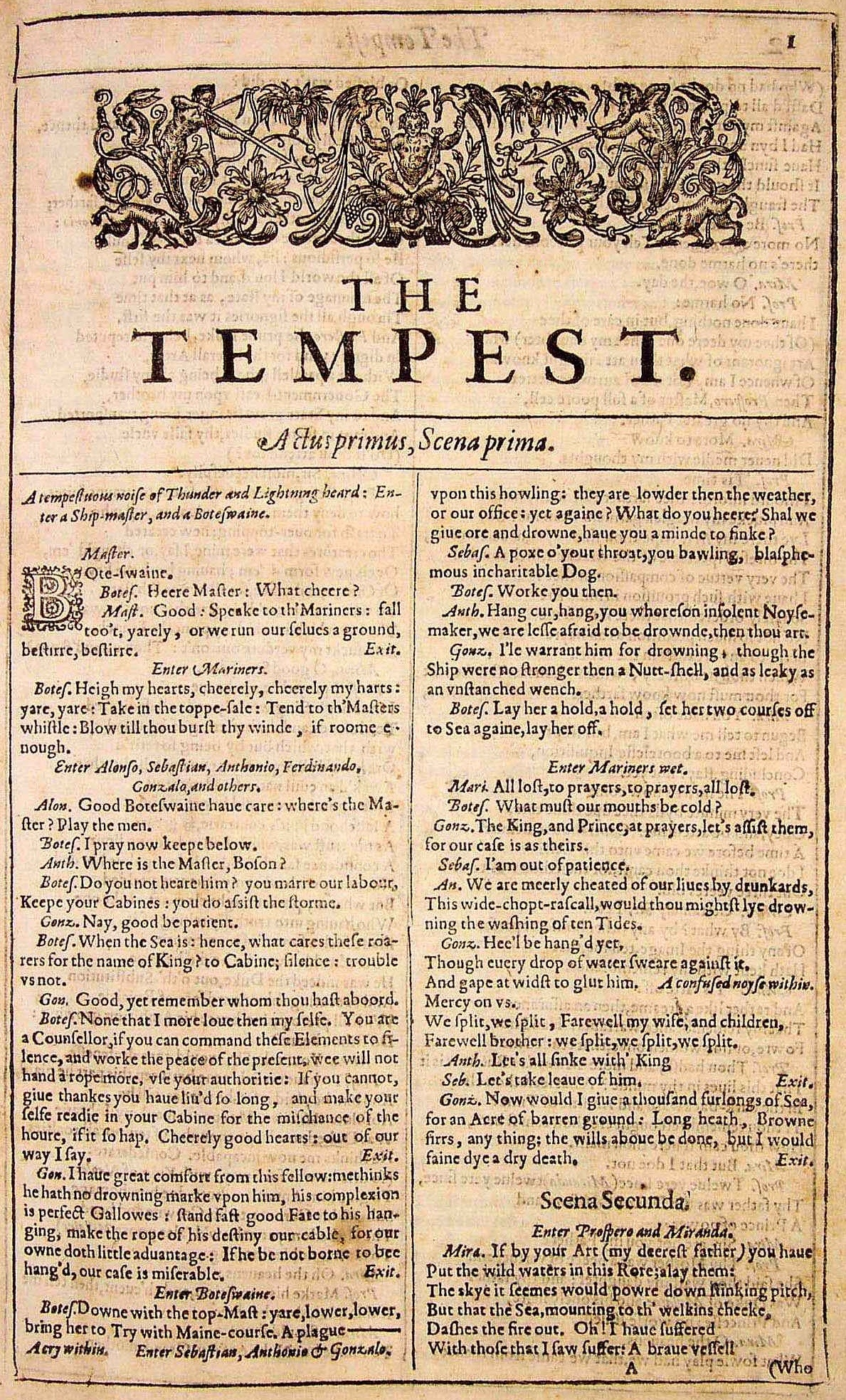
The Tempest, First Folio (1623).

Der Text von The Tempest ist vermutlich im Laufe des Jahres 1611 als wahrscheinlich letztes vollständiges Werk von Shakespeare fertiggestellt worden. Aus diesem Jahr sind Akten des zuständigen Hofamtes erhalten. Daraus geht hervor, dass dieses Stück am 1. November 1611 vor dem König Jakob I. in der Banketthalle des damaligen Palastes von Whitehall aufgeführt wurde.
Die entsprechende Eintragung lautet:

“By the Kings players: Hallomas nyght was presented att Whitall before ye kinges Maiestie a Play Called the Tempest.”

Der in dieser Zeit für Hofaufführungen zuständige Master of the Revels war George Buck und der genannte Eintrag stellt einen Glücksfall dar, da die Notizen der Zensurbehörde über Theateraufführungen am Hof nur für die Zeit von 1571 bis 1589; 1604 bis 1605 und 1611 bis 1612 erhalten sind. Es ist bekannt, dass die King’s Men nur solche Stücke am Hof aufgeführt haben, die zuvor erfolgreich in den öffentlichen Theatern gespielt worden waren. Deshalb vermutet man, dass es sich bei der Aufführung am Hof nicht um die Uraufführung handelte. Man geht davon aus, dass Shakespeare für die Abfassung des Stückes drei Quellen benutzt hat, die nicht vor dem September 1610 verfügbar waren. The Tempest muss demzufolge in der Zeit zwischen Ende 1610 und November 1611 abgeschlossen und mehrfach öffentlich aufgeführt worden sein. 
Belegt ist eine weitere Festaufführung bei Hofe im Winter 1612/1613, als in London die Vermählung von Prinzessin Elisabeth, der Tochter von Jakob I., mit dem deutschen Kurfürsten Friedrich V. von der Pfalz ausgiebig gefeiert wurde. Einige Shakespeare-Forscher sehen darin ein Indiz für die Annahme, dass Shakespeare The Tempest möglicherweise von Anfang an als ein Stück für festliche Aufführungen bei Hofe konzipiert habe.
Als frühe Textfassung ist nur die Druckversion in der Folio-Ausgabe von 1623, der ersten Gesamtausgabe der Werke Shakespeares, überliefert. Dieser Druck, der die einzige autoritative Textbasis für alle modernen Ausgaben des Werkes darstellt, ist qualitativ äußerst hochwertig und zuverlässig. Er gehört zu den am sorgfältigsten edierten Texten im Shakespeare-Kanon und stellt heutige Editoren kaum vor Probleme. Als Druckvorlage diente aller Wahrscheinlichkeit nach eine Reinschrift des eigenhändigen Manuskriptes Shakespeares, die eventuell von Ralph Crane, dem angestammten Schreiber der Schauspielgruppe Shakespeares, eigens für die Folio-Ausgabe erstellt worden war.
Der Text enthält zudem ungewöhnlich zahlreiche sowie präzise Bühnen- und Regieanweisungen, die jedoch möglicherweise erst von den Herausgebern, John Heminges und Henry Condell, nachträglich hinzugefügt wurden. Obwohl das Stück zu den entstehungsgeschichtlich letzten Werken gehört, die Shakespeare in seiner späten Schaffensphase vor seinem Rückzug aus der Theaterwelt verfasst hat, wird es in der Folio-Gesamtausgabe von 1623 an den Anfang gestellt. Diese Erstplatzierung zu Beginn spiegelt nach Ansicht zahlreicher Shakespeare-Forscher sowohl die damalige Beliebtheit wie auch den repräsentativen Rang des Werkes innerhalb des gesamten Shakespeare-Kanons aus Sicht der zeitgenössischen Rezipienten.

## Rezeptions- und Deutungsgeschichte
Im Gegensatz zu vielen anderen Shakespeare-Stücken, die nach dem Ende des elisabethanisch-jakobäischen Theaters längere Zeit in Vergessenheit gerieten, ist The Tempest eines jener Werke Shakespeares, das nicht nur während ihrer Entstehungszeit beim zeitgenössischen Theaterpublikum äußerst beliebt war, sondern auch in allen späteren Epochen sich in unterschiedlichen Inszenierungen oder Bearbeitungen als großer, wenngleich nicht gänzlich unumstrittener Bühnenerfolg erwiesen hat und auch in der Gegenwart weltweit auf dem festen Spielplan vieler renommierter Bühnen steht.
Ein möglicher Grund für diese Erfolgsgeschichte von The Tempest liegt nach Manfred Pfister vielleicht in der „offenen Perspektivstruktur“ des Stückes, das durch seine bewusst angelegte Mehrdeutigkeit oder Vielfältigkeit die Rezipienten dazu herausfordert, die bestehenden Lücken zu schließen und die Widersprüche sowie Stilmischungen und Inkonsistenzen in den Aussagen durch eine eigenständige Deutung zu lösen. Auch der Shakespeare-Experte Ulrich Suerbaum sieht in dieser Multiperspektivität von The Tempest, die für den Zuschauer wie auch Leser auf mehreren Ebenen sich je nach Betrachtungswinkel wandelnde Deutungsmöglichkeiten darbietet, gleichermaßen eine mögliche Ursache für den fortwährenden Bühnenerfolg dieses Stückes, betont jedoch zugleich den damit verbundenen Grund für das Zustandekommen völlig kontroverser Analysen und Interpretationen in der Werkgeschichte dieses für Shakespearesche Verhältnisse im Aufbau vergleichsweise einfachen, kompakten, kurzen und geschlossenen Stückes.
Demgemäß bedeutet die Beständigkeit der Wertschätzung des Werkes keinesfalls eine einheitliche Aneignung oder ein gleichgerichtetes Verständnis des Werkes, sondern rezeptionsgeschichtlich eine durchaus unterschiedliche Ausrichtung der Deutung und Kritik entsprechend dem jeweiligen Zeitgeist oder Zeitgeschmack der verschiedenen Epochen. Bis in die Gegenwart hinein ist es der Shakespeare-Forschung und Kritik in der Werkanalyse nicht gelungen, sich zumindest in den Grundzügen auf eine unkontroverse Ausrichtung der unterschiedlichen Ausdeutungen oder gar ein gemeinsames Verständnis des grundlegenden Wesens dieses Werkes zu einigen. Suerbaum sieht die Attraktivität dieses Stückes vor allem in dessen Kürze von nur 2283 Zeilen und der äußerst kleinen Bühnengesellschaft, dem einheitlichen Schauplatz der allein durch ihre Singularität hervortretenden Insel sowie in der überaus knappen Zeitspanne des dramatischen Geschehens von nur knapp drei Stunden ohne die ansonsten üblichen romanzentypischen Zeitsprünge begründet. Auch die simple Handlung mit drei Personengruppierungen und der Handlungsverlauf ohne größere Aktionen, deren Ergebnisse für den Zuschauer allesamt vorhersehbar sind, sorgen zusammen mit zusätzlichen Einlagen wie dem Maskenspiel mit Nymphen, Göttinnen, Gesang und Tanz sowie dem spektakulären Auftreten von Geistern oder Geisterhunden ihm zufolge für einen hohen Unterhaltungswert, der auch vermittelt über die Umsetzung von Momenten der höfischen Spielkultur stets aufs Neue das Interesse eines sozial weit gefächerten Theaterpublikums wecken konnte. Hinzu kommen eine Fülle unterhaltsamer Szenenelemente wie etwa der Bühnensturm, die Zauberei oder Magie sowie eine Vielzahl weiterer theatralischer oder phantastischer Effekte, wie beispielsweise der fesselnde Bühnensturm in der Eröffnungsszene oder die beeindruckenden magischen Momente in Prosperos Zauberszenen. Zudem greifen die grundlegenden dramatischen Themenkomplexe, wie etwa das Verhalten von Menschen in existenziellen Krisensituationen oder die Problematik der Standhaftigkeit oder Fragilität von Hierarchie und Autorität bzw. von Chaos und Ordnung oder Aufruhr und Abhängigkeit von höheren Mächten elementare, zeitübergreifende Problemstellungen auf. Die Mehrschichtigkeit des Stückes äußert sich bereits in der auf mehreren Ebenen wirksamen dramatischen Ausgangskommunikation der Hauptfiguren und insbesondere in dem vieldeutigen Zusammenspiel des schillernden, aber zwielichtigen Protagonisten Prospero und seines Gegenspielers Caliban. Darüber hinaus zeigt sich die Mehrdeutigkeit des Stückes ebenfalls in den hier dargebotenen unterschiedlichen Utopieansätzen, deren Synthese völlig dem Rezipienten überlassen bleibt. Des Weiteren lässt sich der offene Ausgang des Stückes ebenfalls durchaus mehrdeutig verstehen.
Die frühen Kritiker nach dem Beginn der Restauration 1660 zeigten sich zwar nicht übermäßig enthusiastisch, lobten jedoch als Anhänger der Regelpoetik die für Shakespeare ungewöhnliche Einhaltung der drei Aristotelischen Einheiten von Zeit, Ort und Handlung in diesem Werk. Das Stück spielt in einem Zeitraum von etwa drei Stunden, der kaum über die tatsächliche Spieldauer hinausgeht; es spielt auf der fiktiven Insel an einem Ort und die Handlung stellt im Wesentlichen als einheitlicher Zusammenhang Prosperos Plan und dessen Umsetzung dar.
Auch Nicholas Rowe als erster Herausgeber des Shakespeareschen Werks im 18. Jahrhundert hob anerkennend die genaue Einhaltung dieser drei Einheiten in The Tempest hervor („The Unities are kept here with an Exactness uncommon to the Liberties of his Writing“) und betrachtete das Werk als „vollkommen in seiner Beschaffenheit“ („perfect in its Kind“).
Im 19. Jahrhundert stand die Rezeption des Werkes unter dem Einfluss einer autobiografisch ausgerichteten Deutungspraxis, die ein literarisches Werk in erster Linie als Ausdruck der individuellen persönlichen Erlebnisweisen und Erfahrungen des Verfassers zu verstehen versuchte. Auf dem Hintergrund dieser Sichtweise wurde The Tempest primär als ein Selbstbildnis Shakespeares in seiner späten Schaffensphase gedeutet. Prospero wurde entsprechend als eine Dramenfigur verstanden, mit der Shakespeare ein Selbstporträt als weiser, im Alter gütig gestimmter Dichter zu schaffen versucht habe; Prosperos schließlicher Verzicht auf Magie und Zauberei wurde interpretativ mit Shakespeares eigener Inszenierung seines Rückzugs vom Theater und des damit verbundenen Verzichtes auf die Magie des poetischen Wirkens gleichgesetzt. Im Zentrum der Deutung wurde paradigmatisch nicht nur das Zauberhafte oder Wunderbare gerückt, sondern die Gestalt des Prospero zugleich zum Ideal des Poeten selbst stilisiert, der als mächtiger Magier die Naturkräfte auf der Bühne zu beschwören schien. Eingeleitet wurde diese Auslegung des Stückes bereits in der Mitte des 18. Jahrhunderts durch Alexander Pope, einen der einflussreichsten Schriftsteller und Literaturkritiker des Neoklassizismus. Pope betonte die erhabene poetische Imaginationskraft des Werkes (noblest efforts of […] sublime and amazing imagination) und zog daraus den Schluss, Shakespeare habe sein Stück unmittelbar aus dem Geist der alten ursprünglichen Poesie heraus geschaffen.
Diese in der englischen Romantik weiter ausgeprägte interpretative Identifikation der Hauptfigur Prospero mit der imaginativen Persönlichkeit und dem künstlerischen Ich des Autors blieb auch an zentraler Stelle in den anschließend vorherrschenden mythischen, symbolischen oder allegorischen Deutungsansätzen des 20. Jahrhunderts bestehen, die vor allem in den mittleren Jahrzehnten die Auslegung des Werkes maßgeblich bestimmten.
So sah etwa George Wilson Knight, der in dieser Zeit zu den führenden Interpreten des Shakespeareschen Spätwerkes zählte, in The Tempest vor allem eine visionäre, mystische Innenschau Shakespeares, in der dieser seine eigenen spirituellen Erfahrungen in den Handlungen und Hauptcharakteren des Stückes, insbesondere in dem Protagonisten Prospero, in dramatischer Form zum Ausdruck gebracht habe: The Tempest […] is thus an interpretation of Shakespeare‘s world […], since the plot is […] so inclusive an interpretation of Shakespeare‘s life-work, Prospero is controlling not merely a Shakespearian play, but the Shakespearean world. He is thus automatically in the position of Shakespeare himself, and it is accordingly inevitable that he should often speak as with Shakespeare‘ s voice.
Ein schlagartiger Paradigmenwechsel in der Auslegungspraxis von The Tempest setzte erst in der Mitte des 20. Jahrhunderts ein mit der radikalen Aktualisierung und Neudeutung durch den polnischen Literaturwissenschaftler und Schriftsteller Jan Kott in dessen erstmals 1965 in der deutschen Übersetzung veröffentlichten Buch Shakespeare heute. Kotts drastische Neuauslegung des gesamten Shakespeareschen Werkes basiert auf seinen spezifischen Konzepten, die er aus den geschichtlichen Erfahrungen des 20. Jahrhunderts gewinnen zu können glaubt und bedingungslos auf Shakespeares Werk überträgt. Für Kott besteht das Shakespearesche Grundmuster aller historischen Abläufe in dem Kreislauf von Machtgewinn und Machtverlust. Diese grundlegende historische Ablaufstruktur meint Kott nicht nur in den Geschichtsdramen und Großen Tragödien Shakespeares zu finden, sondern ebenso in The Tempest. Shakespeare zeigt Kott zufolge hier das „Bild der Geschichte, der ewigen Geschichte, ihres unabänderlichen Mechanismus.“ Diese Grundstruktur aller historischen Abläufe oder Geschehnisse wird laut Kott in The Tempest nicht nur in modellhafter Verkürzung auf einer abstrakten Ebene dargestellt, sondern geradezu mit formelhafter Beständigkeit wiederholt. Für Kott stellt The Tempest im Gegensatz zu der vorhergehenden Kritik, die in dem Stück eine friedvolle Utopie oder arkadische Idylle zu sehen glaubte, eine Welt voller Machtkämpfe, Gewalttätigkeit, Mord und Rebellion sowie Terror und Verschwörung dar: Prospero‘s story takes up one of the main, basic - almost obsessional - Shakespearean themes: that of a good and a bad ruler, of the usurper who deprives the legal prince of his throne. This is Shakespeare‘s view of history, eternal history, its perpetual, unchanging mechanism. […] Prospero‘s narrative is a description of a struggle for power, of violence and conspiracy. […] On Prospero‘s island , Shakespeare‘s history of the world is played out in an abbreviated form. It consists of a struggle for power, murder, revolt and violence. […] Prospero‘s island is a scene symbolizing the real world, not a utopia.
Bereits knapp zwei Jahrzehnte nach Kotts unorthodoxer Neuausrichtung der Rezeption des Werkes, die sich ebenso – zwar nicht völlig unumstritten – wegweisend auf die Spielpraxis der europäischen Bühnen auswirkte, erfolgte ab den 1980er-Jahren eine weitere Wende in der literaturwissenschaftlichen Interpretation des Stückes. Dieser Perspektivenwechsel vollzog sich grundsätzlich in der gesamten Shakespearedeutung, fand seinen Fokus jedoch vor allem in der sich wandelnden Lesart von The Tempest.
Auf dem Hintergrund einer Vielzahl neuer Erschließungsansätze, die sich auf Grundlage der marxistischen Literaturtheorie, des neuen Historizismus, des postkolonialen Feminismus oder kulturellen Materialismus und der psychoanalytischen Deutung ausprägten, wurde insbesondere die Betrachtung des Stückes unter einem (post-)kolonialen Blickwinkel dominierend.
The Tempest wurde dabei im zeitgenössischen Kontext der elisabethanischen Diskurse über die Neue Welt und der zu Shakespeares Zeiten einsetzenden Gründung von Kolonien als gleichsam exemplarische Vorwegnahme des sich abzeichnenden Prozesses der Kolonialisierung verstanden: Prospero als Protagonist, für den vermutlich der Magier und Förderer der britischen Seefahrtsunternehmen John Dee eine Vorlage bildete, wurde abwertend nunmehr als neuer Kolonialherr begriffen; sein Gegenspieler Caliban wurde dagegen nicht länger als nicht genauer definierbares wildes Naturwesen, sondern als komplexe Chiffre für das Freiheitsstreben und die Auflehnung der Ureinwohner gegen die Unterdrückung durch die englische oder europäische Vorherrschaft insgesamt gedeutet.
Während der neue Historizismus noch zu zeigen versuchte, dass The Tempest eine Art von ideologischer Vorlage für die Kolonialisierung in dem Sinne liefere, dass die Zähmung der primitiven und widerspenstigen Eingeborenen durch eine wohlwollend und gütig agierende neue Regierung als ein göttlicher oder missionarischer Auftrag zur Verbreitung der christlichen Kultur erscheine, wurde in einer alternativen Deutungsausrichtung diese Lesart zugleich desavouiert: Der überlegene Inselherrscher Prospero erweise sich aus Sicht des wehrlosen Opfers Caliban letztlich als autoritärer und menschenverachtender weißer Rassist. The Tempest sei demnach als verschlüsselte Kritik an der kolonialen Expansion Englands zu lesen; Shakespeare stelle mit Prospero kritisch den Prototyp des Imperialisten dar, hinter dessen scheinbar väterlichem Auftreten tyrannische Kräfte verborgen seien.
Auch finden sich im Stück mehrere Anspielungen auf das Britische Empire als einen würdigen Trojanachfolger – die Tudors führten ja ihre Abstammung auf Aeneas zurück. Ein Dialog Gonzalos mit Antonio und Sebastian über Dido und Aeneas zeigt Parallelen zum Paar Ferdinand/Miranda auf: Ferdinand, der neue Aeneas, soll die Reiche Mailand und Neapel vereinen und damit die Grundlage zu einem neuen Italien legen wie einst Aeneas. Von dem zwischen Mailand und Neapel liegenden, aus Sicht der Tudors „papistischen“ Rom ist überhaupt nicht die Rede – das neue Reich soll offenbar gegen Rom gerichtet sein wie das mit Schottland vereinte England gegen Rom und Spanien; Ferdinand und Miranda sollen mit dem Erfolg ihrer Allianz das glücklose Paar Dido/Aeneas übertreffen. Der auf Sexualität versessenen Dido wird die Keuschheit Mirandas (und damit der Königin Elisabeth) gegenübergestellt. In dem Dialog macht sich Antonio jedoch auch lustig über die Wunderharfe des Orpheus, ein Symbol für die Pläne Francis Bacons zur Neulandbesiedlung, sowie über Bacons (und Michel de Montaignes) politische Utopie einer besseren Neuen Welt, drohte diese doch damals zu scheitern, da viele Siedler von Jamestown in Virginia zwischen 1609 und 1611 an Sumpffieber (Antonio: „parfümiert von einem Sumpf“) und Hunger gestorben waren (2. Akt, 1. Szene). Schon Virginia Woolf hatte in Shakespeares Stück zahlreiche Anspielungen auf Richard Hakluyts Sammlung der Reiseberichte britischer Seefahrer entdeckt.
In den aktuellen Deutungsversuchen und Forschungsansätzen spielt die Konzentration auf die Frage nach dem postkolonialen Sinngehalt des Werkes allerdings keine größere Rolle mehr; stattdessen findet sich eine breite Palette unterschiedlicher Detailanalysen oder Interpretationen ohne eine eindeutig vorherrschende Ausrichtung. Tendenziell werden in den jüngeren Lektüren des Stückes verstärkt die Konflikte und Krisen in den Vordergrund gerückt, die in The Tempest ausbrechen. Die durch Prosperos Magie geschaffenen Harmonien werden demgegenüber in der Regel nicht mehr als Grundlage für ein angemessenes Gesamtverständnis des Werkes betrachtet. Stattdessen wird das Werk in der gegenwärtigen Shakespeare-Forschung allgemein als ein „Spiel um Macht und Herrschaft“ gesehen, ohne dabei den einen, offenkundig einzigen Sinn des Gesamtwerkes zu postulieren.

## Deutsche Übersetzungen des Werkes
Für eine Aufführung des Stückes durch die ‘evangelisch-bürgerliche Komödianten-Gesellschaft’ im September 1761 in Biberach am Riß unter dem Titel Der erstaunliche Schiffbruch oder Die verzauberte Insel fertigte Christoph Martin Wieland zu Beginn seiner Karriere eine deutsche Übersetzung an. Diese Sturm-Übersetzung stellte für Wieland eine Vorübung für sein ambitioniertes Großprojekt einer ersten deutschen Gesamtübersetzung aller theatralischen Werke Shakespeares dar. Die Veröffentlichung dieser geplanten Übersetzung sämtlicher Bühnenwerke Shakespeares nahm ihren Anfang 1762 in Zürich, bis sie 1776 nach 22 Dramen beendet wurde. Der Sturm erschien als eine der ersten Übersetzungen Wielands.
Wielands Konzept war es, das shakespearesche Gesamtwerk „ohne Zensur durch den eigenen Kunstverstand und ohne den Versuch der Verschönerung und der Angleichung an das poetische Idiom der eigenen Zeit“ möglichst wortgetreu in deutsche Prosa zu übertragen. So schuf er eine deutsche Shakespeare-Sprache, die sowohl den „entsetzten“ wie auch den „begeisterten“ Zeitgenossen „als eine entfesselte Sprache erschien“. Allerdings musste Wieland schmerzlich erleben, dass Übersetzungen, deren oberstes Ziel „Wörtlichkeit und semantische Genauigkeit“ sind, technisch schwierig sind und auch vom Zielpublikum keinesfalls ohne Widerstände angenommen werden.
Wieland hatte sich das Englische durch Lesen selbst beigebracht, wobei ihm nur wenige der in England vorhandenen Hilfsmittel zur Verfügung standen. Demgemäß zeigte er sich bei seinem Übersetzungsversuch oftmals überfordert: Er übersetzte einzelne Begriffe falsch, machte Fehler in der Übertragung idiomatischer Wendungen oder missverstand syntaktische Zusammenhänge. Zwei markante Beispiele für Wielands Fehlübersetzungen sind Mirandas O brave new world (V.1.183), das Wieland aufgrund seiner fehlenden Kenntnis der Bedeutung von brave als ‘stattlich’ oder ‘schön’ mit O brave neue Welt übersetzte.
Auch Prosperos bekannter Satz We are such stuff / As dreams are made on, and our little life / Is rounded with a sleep (IV.1.156-158) wurde von Wieland falsch verstanden: Er fasste ‘stuff’ pejorativ auf und begriff ‘rounded’ nicht als ‘umrundet’, sondern als ‘abgerundet’ oder ‘beendet’. So übersetzte er diese Textstelle fälschlicherweise wie folgt: Wir sind solcher Zeug, woraus Träume gemacht werden, und unser kleines Leben endet sich in einen Schlaf.
Wielands Übersetzung wurde von 1775 bis 1882 von Johann Joachim Eschenburg überarbeitet und vollendet. Trotz der Mängel prägten Wielands Grundsätze der Wörtlichkeit und Sinntreue die weitere Übersetzungsgeschichte: Eschenburg nahm dies zum Anlass, jeden Satz zwischen Original und Übersetzung nochmals zu überprüfen, während üblicherweise ältere Übersetzungen auf Grundlage der Zielsprache nachgebessert werden und sich damit weiter vom Original entfernen.
Eschenburg überblickte als erster und letzter Übersetzer über das gesamte Shakespeare-Wissen seiner Zeit und lieferte häufig eine bessere Sinnentschlüsselung als die qualifiziertesten englischen Textkommentare; bis in das 20. Jahrhundert gab es kaum Übersetzungen, die den Sinn genauer trafen.
Die nächste Stufe der deutschsprachigen Textaneignung nach Wieland und Eschenburg waren Übersetzungen im Versmaß des Originals, d. h. überwiegend im Blankvers. Lange Zeit überwog hier die ‘klassische’ Übersetzung, die von August Wilhelm Schlegel begonnen und über vierzig Jahre später von dem Kreis um Ludwig Tieck vollendet wurde. 1798 wurde Der Sturm als eines der ersten Stücke in der Übersetzung Schlegels veröffentlicht.
Schlegel wie auch Tieck nahmen als Übersetzer jedoch eine andere, angemessenere Haltung zu Shakespeares Text an: Für Eschenburg war Shakespeares Verssprache potentielle Prosa; Schlegel sah demgegenüber den ursprünglichen Text als Gedicht und alle Wörter oder Sätze als Funktionsteile einer poetisch zu entschlüsselnden Struktur, wobei neben denotativer Bedeutung und äußerer Form auch Aussageelemente wie Stilmittel, Wortwiederholungen oder synonymische Wortwechsel so weit wie möglich nachzubilden sind.
Ebenso spielte natürlich eine möglichst genaue Bedeutungsentschlüsselung bei der poetischen Übertragung ins Deutsche eine maßgebliche Rolle; hier folgten Schlegel und seine Fortführer nahezu vollständig Eschenburg und Wieland.
Im Hinblick auf Mirandas Ausruf bleibt Schlegel hinter der richtigen Fassung Eschenburgs und übersetzt Wackre neue Welt; was Prosperos Redepart betrifft, übernimmt er nahezu wörtlich Wielands Version einschließlich ihrer Fehler.
Bis in die zweite Hälfte des 20. Jahrhunderts bewahrte die Schlegel-Tieck-Übersetzung ihre Führungsrolle als Lesetext; die deutschsprachigen Theater haben jedoch bis heute bei ihren Bühnentexten auf eine Vielzahl speziellerer Übersetzungen zurückgegriffen, die besser sprechbar, leichter verständlich und sprachlich moderner sind. In den meisten dieser für die Theater angefertigten Übersetzungen wurden jedoch die Schwächen oder Fehler der klassischen Schlegel-Tieck-Übersetzung unverändert übernommen; erst in der Übertragung von Frank Günther wird Schlegel an den oben angeführten Beispielstellen korrigiert.
Nachdem in den deutschsprachigen Ländern mittlerweile Englisch zur ersten und allgemein vertrauten Fremdsprache geworden ist und in Schulen oder an den Hochschulen der englische Text vorwiegend im Original betrachtet wird, überwiegen nicht mehr die metrischen Übersetzungen in der Tradition von Schlegel-Tieck. Statt der Versübersetzung werden heute eher neue Prosaübersetzungen für ein weites Lesepublikum in zweisprachigen Ausgaben veröffentlicht, in denen dem englischen Originaltext eine möglichst präzise deutsche Prosafassung gegenübergestellt wird. Dabei besteht in der deutschen Übertragung auch nicht mehr der Anspruch, für die zielsprachige Leserschaft an die Stelle des Originaltextes treten zu wollen; stattdessen soll sie eher zu ihm hinführen und ein fortlaufendes Sinnverständnis schaffen.

## Aufführungsgeschichte

### Englisches Theater
Die erste Aufführung der Komödie nach der Restauration und der Wiederaufnahme des Spielbetriebs der englischen Theater fand in adaptierter Form am 7. November 1667 im Duke of York’s Theatre statt. Gespielt wurde eine Bearbeitung unter Mitwirkung von William Davenant und John Dryden, in der der Text Shakespeares unter Beibehaltung des Handlungsgerüstes auf etwa ein Drittel gekürzt und durch eigene Zusätze wieder auf die ursprüngliche Spiellänge gebracht worden war. So wurden nahezu alle Passagen gestrichen, die in späteren Aufführungen als zentrale Elemente der Schönheit und des Sinnes des Werkes in den Vordergrund gestellt wurden, beispielsweise Prosperos Ansprache über das Ende des Feierns oder über die menschliche Natur als jenem Stoff, aus dem die Träume entstammen. Auch seine Abschwörung der magischen Kräfte sowie Gonzalos Utopie und Calibans Traum entfielen in dieser Adaption.
Als Neuerung wurden demgegenüber eine Reihe zusätzlicher Figuren eingeführt, die als Pendant zu den shakespeareschen Charakteren angelegt waren: Miranda wurde eine Schwester namens Dorinda an die Seite gestellt; Ferdinand erhielt als Gegenfigur den jungen Hippolito, einen einsam aufgewachsenen Sohn eines Herzogs, der noch nie einer Frau begegnet war. Ebenso erhielt Caliban eine Schwester und Ariel eine Gefährtin; das komische Duo der beiden Seeleute Stephano und Trinculo wurde zu einer Vierergruppe ausgebaut. Durch diese Zusätze hatten eine Steigerung der „Betriebsamkeit“ des Bühnengeschehens zur Folge; die Erweiterung der weiblichen Rollen war vor allem der Attraktion von Frauenrollen im neuartigen Theater nach der Restauration geschuldet; im Wesentlichen dienten diese Kürzungen einerseits und Ergänzungen andererseits dazu, alle Spannungen und Konflikte im Hauptgeschehen zu eliminieren. Das zentrale Thema der Adaption von Davenant und Dryden war nicht mehr „Macht und Politik“, sondern „Jux und Theatralik“. Dabei wurden vor allem die neuen bühnentechnischen Möglichkeiten der „Guckkastenbühne“ für wechselnde theatralische Bilder der Insel genutzt und die musikalischen Momente verstärkt, die einige Jahre später bei Thomas Stadtwell zu einer Umwandlung des Schauspiels in eine opera führten, d. h. eine Mischung von dialogischen Sprecheinlagen mit „Instrumentalmusik, Arien, Chören und Tanzeinlagen“.
Davenants und Drydens Adaption des Stückes bestimmte in den nachfolgenden 150 Jahren maßgeblich die Aufführungspraxis auf englischen Bühnen: Dramaturgie, Text und Musik wurden auf dieser Grundlage fließend verändert. Erst im 19. Jahrhundert wurde diese Form der Bühnendarbietung von The Tempest schrittweise von den maßgeblichen Regisseuren aufgegeben und wieder der ursprüngliche Text Shakespeares dargeboten, so in den Aufführungen von William Charles Macready 1838, Samuel Phelps 1847 oder Charles Kean 1857. Ab Mitte des 19. Jahrhunderts galten wie auch bei anderen Shakespeare-Werken textliche Ergänzung als unstatthaft; einzig textliche Kürzungen, Umstellungen oder Modernisierung des Wortschatzes wurden als zulässig angesehen.
Diese Rückwendung zum Ursprungstext bedeutete jedoch keinesfalls die Wiederaufnahme der frühen Spielpraxis; die Aufführungen wurden weiterhin an den jeweiligen Publikumsgeschmack angepasst und dienten vor allem im viktorianischen Zeitalter als Mittel, die technischen Bühnenmöglichkeiten zur szenischen Illusion sowie zur historisierenden Kostümierung und Dekoration herauszustellen. In Charles Keans Inszenierung von 1857 wurde beispielsweise als Nachbau einer spätmittelalterlichen Galeone ein riesiges Schiff mit Segeln, Takelage und Lampen auf die Bühne gebracht. In der Sturmszene zu Beginn schlingerte dieses Schiff unter Krachen und Heulen über die Bühne, um den Zuschauern den Eindruck zu vermitteln, den Untergang selbst zu erleben. Im Schlusstableau segelte das Schiff bei ruhiger See gen Neapel; Ariel und seine singenden Geister umflogen das Schiff, während Prospero seinen Epilog vom Achterdeck ertönen ließ. Trotz massiver Textkürzungen betrug die Spieldauer in Keans Produktion fünf Stunden, obwohl Der Sturm das zweitkürzeste Stück im Shakespeare-Kanon ist.
Auch die Darstellung Calibans wurde im viktorianischen Theater verändert; er wurde zwar bösartiger, jedoch weniger diabolisch dargeboten und nahm stärker menschliche Züge an, die sowohl komische wie auch tragische Momente zeigten. Calibans Streben nach Wissen und Unabhängigkeit wurde darüber hinaus als Spiegel der viktorianischen Vorstellung vom Fortschritt inszeniert. Allgemein verlagerte sich das Hauptinteresse in den Aufführungen in der zweiten Hälfte des 19. Jahrhunderts stärker auf die Personendarstellung. Neben den Veränderungen in der Charakterdarstellung Calibans wurde auch die Rolle Prosperos, der nahezu ausschließlich als weiser, gütiger, beinahe allmächtiger Herrscher und Vater konzipiert wurde, in die Nähe der Titelfiguren der großen Tragödien und Historien Shakespeares gerückt. Sein Part galt als Paraderolle, in der die allermeisten prominenten Darsteller brillieren und sich profilieren konnten. Zugleich wurde das Werk emphatisch mit der Entdeckung der Neuen Welt gleichgesetzt.
Zu Beginn des 20. Jahrhunderts beeindruckte vor allem Herbert Beerbohm Trees Inszenierung von The Tempest (1904) das Theaterpublikum und die Kritik. Beerbohm Tree weitete die Rolle Calibans stark aus, betonte sein Feingefühl für Musik und präsentierte ihn als missing link zwischen Affe und Mensch. Vermittelt über vielfältige pantomimische und tänzerische Einlagen erschien Caliban als eine Art struppiger Vorfahr des Menschen. Beerbohm Tree nutzte zudem die neuen Möglichkeiten der elektrischen Beleuchtung für das Theater für zahlreiche komplexe und subtile Lichteffekte in seiner Aufführung des Werkes.
Die weiteren Inszenierungen im 20. Jahrhundert waren auf Grundlage der Ambivalenz und Mehrdeutigkeit des Shakespeareschen Textes äußerst vielgestaltig und typologisch kaum mehr einzuordnen. Tendenziell sehen Margarete und Ulrich Suerbaum in ihrer Analyse der Bühnengeschichte des Werkes allenfalls zwei auffällige Tendenzen: Zum einen wurde wie in den vorangegangenen viktorianischen Aufführungen die Figur des Prospero in unterschiedlicher Gestalt in den Mittelpunkt gestellt, zum anderen reagieren mehr und mehr Regisseure auf verschiedenste Aspekte der neueren Rezeption des Werkes in der Literaturwissenschaft und Literaturkritik.
Vorherrschend war nicht mehr die Darstellung Prosperos als eines wohlmeinenden, mitunter dem Weihnachtsmann ähnelnden Patriarchen wie in früheren Zeiten; stattdessen wurden nicht zuletzt unter dem Einfluss der Deutung des Stückes durch Jan Kott verstärkt dessen despotischen, machtversessenen und ungerechten Züge akzentuiert dargestellt. In Jonathan Millers spektakulärer Inszenierung von 1970 wurde aus Prospero ein Kolonialherr; die Rollen von Ariel und Caliban, die als Haus- und Feldsklaven auftreten, wurden beide mit schwarzen Schauspielern besetzt. Millers Bühnenkonzept basierte dabei auf einer Studie über die Psychologie der Kolonisation, die 1956 unter dem Titel Prospero and Caliban auf Englisch veröffentlicht worden war.

### Deutsches Theater
Ab den 70er Jahren des 18. Jahrhunderts wurde Shakespeare von professionellen Schauspielgruppen zunächst in Wien und Hamburg, dann auch in anderen Städten auf die Bühne gebracht. Gespielt wurde nicht der Text in den Fassungen von Wieland oder Eschenburg, sondern eigene bühnengerechte Bearbeitungen.
Allerdings gehörte Der Sturm nicht zu der Gruppe der damals im professionellen deutschsprachigen Theater aufgeführten Shakespeare-Stücke; es gab nur verschiedene Bemühungen, das von Kritikern und Lesern durchaus anerkannte Stück in irgendeiner Form spielbar zu machen, sei es als Kinderkomödie von Schauspielschülern wie am Wiener Theater am Kärntnertor oder als zumeist vergebliche Versuche, das Werk als Singspiel zu präsentieren. So schrieb Ludwig Tieck eine Bearbeitung, die nie aufgeführt wurde, oder Karl Immermann ein Libretto, das nie vertont wurde.
Auf einer regulären Bühne wurde Der Sturm erstmals 1855 in München gespielt als die „deutsche Uraufführung“, wie es der Theaterwissenschaftler und Shakespeare-Chronist Ernst Leopold Stahl ausdrückte. Diese Inszenierung stand unter der Regie und Leitung von Franz Dingelstedt, der sich dafür einsetzte, den Kanon der immer wieder aufgeführten Shakespeare-Stücke zu erweitern. Seine Zielgruppe war nicht ein Kreis von Hochgebildeten, sondern ein breites Publikum, dem er es ermöglichen wollte, dieses Shakespeare-Stück ebenso wie die anderen mit allen Sinnen zu erleben. So vereinfachte er den Text stark auf Grundlage einer bearbeiteten Schlegel-Übersetzung und setze „Deklamation, Musik, Ballett, illusionistische Dekorationen“ ebenso wie eine raffinierte Bühnentechnik ein. Er inszenierte das Stück weniger opernhaft erneut in Weimar und Berlin, allerdings gelang es ihm nicht, für das Werk einen bleibenden Platz im allgemeinen Theaterrepertoire zu schaffen. So wurde Der Sturm auf deutschsprachigen Bühnen bis zum Ersten Weltkrieg nur sehr selten gespielt.
Erst in den Jahrzehnten nach Kriegsende nahmen die Bühnen, die sich mit Shakespeare-Stücken einen Ruf schaffen wollten, das Stück nach und nach in ihr Repertoire auf, ohne dass Der Sturm sich zunächst wirklich durchsetzen konnte. Auch die Regisseure, denen Shakespeare-Inszenierungen ein besonderes Anliegen waren, sparten sich eine Auseinandersetzung mit dem Werk. Selbst Max Reinhardt, der durch seine Inszenierung des häufig als „Schwesterstück“ angesehenen Sommernachtstraums weltweit Anerkennung erfahren hatte, führte den Sturm nur einmal zur Eröffnung der Berliner Volksbühne 1915 auf, ohne damit großen Erfolg zu erzielen. Auch Saladin Schmitt sah das Stück, das er 1932 in sein Repertoire aufnahm, als eher nachrangig an.
Größere Beachtung fand dagegen die Premiere des Sturms am Deutschen Theater Berlin am 25. Februar 1938 unter der Regie von Erich Engel vor allem aufgrund der äußerst eindrucksvollen Gestaltung des Bühnenbildes durch Caspar Neher. Neher ließ für die Harpyien-Szene (III.3.53-83) eine überdimensionale, apokalyptische Vogelskulptur bauen, von deren Kopfende herunter Ariel den verängstigten Höflingen in metallischem Ton ihre Sünden und Verfehlungen vorwarf. Unter den ausgebreiteten Flügeln des Greifvogels hatten sich zwanzig Krieger in unterschiedlich modellierten Haltungen aufgestellt, die die schuldigen Höflinge aus ihren Masken drohend anschauten. Durch diesen Entwurf des Bühnenbildes wurden die visuellen und verbalen Elemente in einer Weise miteinander verbunden, die ein Gegengewicht zu den sonstigen klaren dramaturgischen Linien des Deutschen Theaters bildeten.
Nach dem Ende des Zweiten Weltkrieges wandelte sich das Bild: Mit seinen Themen „der Sühne, der Vergebung und der Verarbeitung der Vergangenheit“ traf das Stück den damaligen Zeitgeist und bot ebenso mit seinen vielfältigen Inszenierungsmöglichkeiten neue Impulse für die Phase der „Shakespearepflege“ von 1945 bis 1960. Gleichermaßen konnte die Rolle des Prospero für die gern gesehene Darbietung „gepflegter Sprechkunst“ genutzt werden.
Gemessen an den Maßstäben der 1950er Jahre ragte vor allem die Inszenierung des Sturms von Gustav Rudolf Sellner zu den Ruhrfestspielen in Recklinghausen 1958 aus der Reihe der anderen Aufführungen heraus. Sein Bühnenbildner Franz Mertz entwarf ein völlig unromantisches Bühnenbild mit «drei Spielebenen …, drei Schrägen, übereinandergelagert und überragt von einem drohend sich nach vorn neigenden Block». Nach Sellners Konzeption entsprachen die drei Ebenen den „drei Welten oder Sphären des Stücke, «hier werden Aufruhr und Mordanschlag auf der untersten Ebene gespielt so wie Aufruhr und Mordanschlag auf der Ebene des … Königs von Neapel mit seinem Gefolge»“. Diese intendierte dramaturgische Klarheit und Ordnung wurde durch entsprechende szenische und choreographische Momente unterstützt. Sellner wiederholte seine Inszenierung in optisch und konzeptionell unveränderter Form 1959 in Darmstadt und 1960 in Hamburg; die Aufführungen unterschieden sich einzig durch die jeweilige Besetzung und damit verbundene Charakterisierung der Rolle Prosperos.
In den 60er Jahren fand insbesondere die Inszenierung von Fritz Kortner 1968 große Beachtung: Miranda, gespielt von Christiane Schröder trat hier als „trotzig aufbegehrend“ und als „stärkere Persönlichkeit als Ferdinand“ auf; sie zeigte sich als eine frühe Vorläuferin der Töchter Prosperos im feministisch orientierten Theater nach Achtundsechzig.
In der Phase der Neuorientierung der deutschen Theater von den 60er Jahren an mit einer radikalen Veränderung und Tendenz zum „Andersmachen“ erwies sich Der Sturm, der von den Theatermachern einerseits als „unverwüstbares“, andererseits aber als vielfältig umdeutbares und veränderbares Stück gesehen wurde, als gut nutzbar: Das Werk war nicht durch endlose Aufführungen und Pflege „zerschlissen“, wurde in der Literaturwissenschaft und Kritik äußerst verschiedenartig gedeutet und eignete sich durch die Einfachheit der Handlung und des Figurenensembles sowohl für reduktive wie auch ausbauende Interventionen.
Seit dieser Zeit gehört der Sturm zu den am häufigsten gespielten Shakespeare-Stücken und wird von renommierten Regisseuren als Herausforderung angesehen. Ebenso dient das Werk seitdem als geeignete Spielvorlage für alle möglichen Bühnen, vom Puppenspiel, der Jugendbühne, dem Stadttheater bis hin zu den großen Theatern.
So weist das Verzeichnis der Shakespeare-Inszenierungen in der Spielzeit von 1991/92 bis 2000/01 auf Grundlage der Theaterangaben und der Daten im Shakespeare-Jahrbuch 71 Inszenierungen aus, von denen neun in der deutschsprachigen Schweiz, fünf auf österreichischen Bühnen und sieben als Adaptionen für das Musiktheater gespielt wurden.
Die Anzahl der unterschiedlichen Textfassungen, in denen Übersetzungen aus allen Epochen vertreten sind, ist dabei nahezu ebenso so hoch wie die Zahl der Inszenierungen. Zu den am häufigsten genutzten Übersetzungen gehört die von Schlegel, aber auch Wielands Prosaübersetzung ist zu einer beliebten Textvorlage in deutschen Theatern geworden, seit Christoph Marthaler sie für seine Aufführung des Stückes 1993 einsetzte.
Obwohl die Übersetzungen des 18. und 19. Jahrhunderts nach wie vor noch große Bedeutung für die deutsche Theaterpraxis haben, dominieren mittlerweile neuere Übersetzungen aus der Gegenwart, die zumeist speziell für einzelne Inszenierungen entweder vom Regisseur selber oder einem mit dem Theater zusammenarbeitenden Übersetzer angefertigt werden. Kleinere Bühnen greifen häufig auf die Übersetzungen von Hans Rothe oder Erich Fried zurück.
Diese große Anzahl unterschiedlicher textlicher Spielversionen findet ihre Parallele in der Vielfalt der Spielweisen und Bedeutungsakzentuierungen in den jüngeren Aufführungen. Ist das deutsche Shakespeare-Theater durch Wandelbarkeit gekennzeichnet, so ist die Veränderbarkeit der Inszenierungen beim Sturm besonders stark, ohne dass sich charakteristische Tendenzen oder Züge erkennen lassen.
Aus der Fülle der neueren Inszenierungen wurden in der Kritik vor allem die Aufführungen unter der Regie von Dieter Dorn an den Münchener Kammerspielen 1993/94 sowie von Christoph Marthaler an der Volksbühne in Berlin 1992/93 ausführlicher besprochen. Ebenso wurden die Inszenierungen von Stephan Suschke beim Berliner Ensemble (1997/98) und Anna Badora (1997/98) von den Kritikern mit erhöhtem Interesse aufgenommen.
In der gleichen Spielzeit fand ebenso die vielsprachige Aufführung von Der Sturm in Köln unter der Leitung von Karin Beier größere Beachtung; auch Jürgen Kruses Inszenierung am Schauspielhaus Bochum sowie die von Pit Holzwarth und Annette Leday bei der bremer shakespeare company, beide 1999/2000, wurden in der Kritik hervorgehoben.
Eine Radikalinszenierung, in der die theatralische Realisation der Einheit der Person aufgehoben wurde, lieferte Andreas Kriegenburg 1998 in Hannover: In einer „Freß- und Kopulationsorgie“ trafen fünf Ariels auf die gestrandete Hofgesellschaft.
In ähnlicher Weise betrachten viele der gegenwärtigen Regisseure, von einigen Ausnahmen abgesehen, Shakespeares Sturm als eine „Sammlung von Materialien zur freien Verfügung“; eine tiefergreifende Auseinandersetzung mit der Struktur des Stückes und seinem innewohnenden Deutungspotential findet häufig nicht mehr statt.
Die Probleme, die sich aus der sprachlichen Üppigkeit und der Dominanz der Sprache allgemein im shakespeareschen Originaltext für eine aktuelle Aufführung stellen, werden oftmals vor allem im deutschsprachigen Theater durch eine radikale Abkehr vom gesprochenen Text hin zu nonverbaler Aktion und Körpersprache, teilweise mit eindeutigen Grenzüberschreitungen, zu lösen versucht.
In Karin Beiers oben erwähnter Inszenierung wird der Sturm ein „europäischer Shakespeare in acht Sprachen“; Beier setzte ein internationales Ensemble ein, das jeweils seine eigene Muttersprache spricht. Sprache wird derart zum zentralen Thema, allerdings nicht mehr als Mittel der Verständigung. Die Bühnenfiguren verstehen nur noch an seltenen Stellen, was die anderen Mitglieder der Bühnengesellschaft sagen; die Zuschauer verstehen kaum noch etwas, weder Prosperos Rumänisch noch das Mittelhochdeutsche Mirandas und Calibans. Die wesentlichen Kommunikationsmittel bestehen so in Beiers Inszenierungen aus Bewegungen und Gesten.
Die Inszenierung der bremer shakespeare company geht einen anderen Weg: Der Shakespeare-Text wird deutlich gestrafft; stattdessen wird ein „Spiel mit antikolonistischer Tendenz“ und publikumswirksamer Theatralik dargeboten.
Insgesamt sind die gegenwärtigen deutschsprachigen Aufführungen des Sturms wesentlich „schriller und bunter“ geworden; anscheinend geht es einem Großteil der Regisseure im modernen deutschsprachigen Shakespeare-Theater in ihrer Spielkonzeption und -praxis in erster Linie darum, mit möglichst auffälligen Mitteln die besondere Neuartigkeit und Andersartigkeit ihrer jeweiligen Inszenierungen in markanter Form herauszustellen.

## Adaptionen

### Verfilmungen
Shakespeares Werk ist seit der frühen Stummfilmzeit vermutlich erstmals 1905 kontinuierlich verfilmt worden. Aus der schier endlosen Zahl von Filmfassungen sind insbesondere die folgenden Verfilmungen erwähnenswert:
1956 produzierte der amerikanische Filmregisseur Fred M. Wilcox unter dem Titel Alarm im Weltall (im Original: Forbidden Planet) einen Science-Fiction-Film, der in sehr loser, freier Form auf Shakespeares Originalwerk basiert und dieses in das Science-Fiction-Genre umzusetzen versucht.
Wie viele andere Shakespeare-Stücke wurde auch Der Sturm von der BBC mehrfach für das Fernsehen verfilmt, beispielsweise 1979 unter der Regie von John Gorrie mit Michael Hordern in der Rolle des Prospero, der von Ängsten und Ärger geplagt wird und wenig Geduld oder Sensibilität gegenüber Ariel, Miranda oder Caliban zeigt.
Der amerikanische Filmregisseur Derek Jarman versuchte in seiner Filmadaption des Sturms von 1980, die den Text zwar skelettiert, aber unverändert lässt, neue Perspektiven zu eröffnen und zeigt unverhüllt die unterschwelligen, verschiedenen Sexualitäten mit einem Caliban, der obzöne Riten mit seiner nackten Mutter Sycorax praktiziert, wobei ein gefesselter Ariel zuschaut. Ariel wird in Jarmans Film als Projektion eines feminisierten männlichen Schwulen dargestellt, der in einem Spannungsverhältnis zu Prospero steht und offen gegen diesen rebelliert.
Die wohl schillerndste Verfilmung auf Grundlage des shakespeareschen Stückes im 20. Jahrhundert produzierte der britische Filmregisseur Peter Greenaway 1991 unter dem Titel Prosperos Bücher (im Original: Prospero’s Books) mit John Gilgud in der Rolle des Prospero. Greenaway präsentiert den Text von The Tempest als Prosperos Vision und Kreation: Durch ein wechselndes Panorama von Spiegelbildern erschafft Prospero die Charaktere sowie die Handlung in einer Kalligrafie, wie er sie sich vorstellt. Der Schlüssel zu Prosperos Macht in Greenaways Filmfassung liegt in den 24 Büchern, die Gonzalo aus Prosperos Bibliothek gerettet und zusammen mit Miranda auf die Insel gebracht hat. Gielgud spielt ein letztes Mal die Rolle Prosperos wie in seinen Anfängen als mächtiger Patriarch.

### Vertonungen
Es existieren mehr als dreißig Opernfassungen, deren Libretto entweder vollständig oder in Teilen auf Shakespeares Schauspiel basiert. Der größte Teil dieser Versionen ist mittlerweile weitgehend in Vergessenheit geraten, vielleicht abgesehen von Frank Martins Sturm (1956), Michael Tippetts The Knot Garden (1970, deutscher Titel: Der Irrgarten) oder Luciano Berios Un re in ascolto (deutsch Ein König lauscht) aus dem Jahre 1984. Daneben gibt es den Sturm als Ballett oder Musical sowie eine Vielzahl von Kompositionen, die sich auf Shakespeares Werk beziehen oder daran anlehnen, von Ludwig van Beethoven bis Hans Werner Henze.

### Gedichte und Illustrationen
Zu den bekanntesten Tempest-Gedichten zählen vor allem Robert Brownings Caliban upon Setebos (1864) und W. H. Audens The Sea and the Mirror (1942–44). Im Bereich der Shakespeare-Illustrationen gehört insbesondere Caliban zu den konstanten Figuren, der Illustratoren immer wieder fasziniert.

## Trivia
Margaret Atwoods Roman Hag-Seed ist eine moderne Nacherzählung von Der Sturm. Beauftragt von Penguin Random House als Beitrag zur Serie Hogarth Shakespeare, schildert er die Rache des nach einer Intrige entlassenen Theaterregisseurs Felix Phillips, der den Sturm mit Gefängnisinsassen einstudiert und während einer raffiniert manipulierten Vorstellung seine Kontrahenten einer Erpressung aussetzt.

## Textausgaben
Textausgaben Deutsch, zweisprachig
- William Shakespeare: The Tempest. Englisch-Deutsche Studienausgabe. Deutsche Prosafassung, Anmerkungen, Einleitung und Kommentar von Margarete und Ulrich Suerbaum. Stauffenburg, Tübingen 2004, ISBN 3-86057-564-3.
- William Shakespeare: Der Sturm. Zweisprachige Ausgabe. Deutsch von Frank Günther. (Arden 1954) Deutscher Taschenbuch Verlag. 3. Auflage 2008. München. ISBN 978-3-423-12487-4

Textausgaben Deutsch
- William Shakespeare: Der Sturm. Deutsch von B. K. Tragelehn. Stroemfeld, Frankfurt am Main und Basel 2006. ISBN 3-87877-878-3.

Textausgaben Englisch
- William Shakespeare: The Tempest. The Arden Shakespeare. Third Series. Edited by Virginia Mason Vaughan and Alden T. Vaughan. London 1999. ISBN 978-1-903436-08-0.
- William Shakespeare: The Tempest. The Arden Shakespeare. Third Series. Revised Edition. Edited by Virginia Mason Vaughan and Alden T. Vaughan. 2011. ISBN 978-1-4081-3347-7
- William Shakespeare: The Tempest. The Oxford Shakespeare. Oxford Worlds Classics. Edited by Stephen Orgel. 1987. ISBN 978-0-19-953590-3
- William Shakespeare: The Tempest. NCS The New Cambridge Shakespeare. Edited by David Lindley. CUP 2002. Updated Edition 2013. ISBN 978-1-107-02152-5
- William Shakespeare: The Tempest. Reihe: The Annotated Shakespeare. Edited by Burton Raffel. Yale University Press 2008, ISBN 978-0-300-13830-6. (online kostenpflichtig abrufbar über De Gruyter Online)